# Света Богородица на цветята
„Света Богородица на цветята“ (на френски: Notre-Dame-des-Fleurs) е дебютният роман на френския писател Жан Жьоне, публикуван за първи път през 1943 г. Поетичният роман е до голяма степен автобиографичен разказ за пътуването на един човек през парижкия подземен свят. Героите са вдъхновени от техни двойници в реалния живот, които са предимно хомосексуалисти, живеещи в периферията на обществото.

## Сюжет
Романът разказва историята на Дивайн, драг куин, която в началото на романа е починала от туберкулоза и в резултат на това е канонизирана. Разказвачът разкрива, че историите, които разказва, са главно, за да се забавлява, докато изтърпява присъдата си в затвора – и силно еротичните, често изрично сексуални, истории се завъртат, за да подпомогнат неговата мастурбация. Жан-Пол Сартър нарича романа „епосът на мастурбацията“.
Дивайн живее в таванска стая с изглед към гробището Монмартър, която споделя с различни любовници. Най-важният от тях е сводник на име Mignon-les-Petits-Pieds. Един ден Mignon води у дома млад хулиган и убиец с прякор „Света Богородица на цветята“. Света Богородица в крайна сметка е арестуван, съден и екзекутиран. Смъртта и екстазът съпътстват действията на всеки герой, тъй като Жьоне извършва преоценка на всички ценности, превръщайки предателството в най-висша морална ценност, а убийството в акт на добродетел и сексуална привлекателност.

## Прием
„Света Богородица на цветята“ е написан в затвора. Жьоне го пише на листове кафява хартия, които затворническите власти предоставят на затворниците, за да правят торби от тях. Както разказва Сартър в неговия предговор към „Света Богородица на цветята“, един пазач открива, че затворникът Жьоне е използвал тази „неразрешена“ хартия, конфискува ръкописа и го изгаря. Без страх, Жьоне го пише отново. Втората версия оцелява и Жьоне я взима със себе си, когато напуска затвора.
До голяма степен завършена през 1942 г., книгата е публикувана за първи път анонимно от Робърт Деноел и Пол Морибиен в края на 1943 г., въпреки че през същата година са подвързани само около 30 копия от първото издание (повечето започват да се подвързват и продават през август 1944 г., по време на Освобождението). Първото издание е предназначено за продажба на заможни колекционери на еротика; книгите от него се разпространяват чрез частни списъци за продажби и апокрифно. Но Жьоне никога не е възприемал работата си като обикновена порнография и по-късно изрязва повечето графични пасажи. През ноември 1943 г. той изпраща копие от първото издание на Марк Барбеза, издател на литературното списание L'Arbalete, който публикува книгата през 1944 г. и отново през 1948 г. Жьоне преработва романа, когато е публикуван от Gallimard през 1951 г.; изданието на Gallimard пропуска някои от по-порнографските пасажи в романа. По-късните издания на L'Arbalete включват редица по-малки ревизии.
Романът е посветен на осъдения и екзекутиран убиец Морис Пилорж.
„Света Богородица на цветята“ е включен в списъка на 100-те книги на ХХ век според „Монд“.

## Литературно влияние
Романът оказВа огромно влияние върху бийт поколението със своя свободно течащ, силно поетичен език, примесен с жаргон, и с прославянето на долните прослойки на обществото и експресивни описания на хомосексуалността. Той е елегантно трансгресивен и неговият саморефлексивен характер предшества подхода към езика, разработен по-късно от постструктуралистите. Жак Дерида пише за Жьоне в книгата си Glas, а Елен Сиксу възхвалява работата му като пример за écriture feminine. Жан-Пол Сартър пише своето прочуто есе Сен Жьоне като анализ на творчеството и живота на Жьоне, но най-вече на „Света Богородица на цветята“. Романът превръща Жьоне, поне в съзнанието на Сартр, в образец на екзистенциализма и най-вече въплъщение на възгледите на тази философия за свободата.

## Адаптации
Линдзи Кемп създава постановка, наречена „Цветя – пантомима за Жан Жьоне“ (базирана на „Света Богородица на цветята“ от Жан Жьоне) през 1974 г. в театър „Буш“, Лондон, вдъхновена от думите на Жьоне „Сагата за Божественото трябва да се танцува или да се играе като пантомима“. Тази продукция е развита от по-ранни версии, започващи през 1969 г. в Единбург. Впоследствие постановката е пренесена в Ню Йорк, Австралия, Япония и цяла Европа и Южна Америка... Последното ѝ представяне е през 1992 г. в Буенос Айрес.

## В популярната култура
В „Сцени от живота на един отровител“ (1994) на Найджъл Уилямс главният герой подарява „Света Богородица на цветята“ на своя хомосексуален брат като коледен подарък.
Изпълнителят, актьор и драг кралица Дивайн е кръстен на главния герой от книгата. Режисьорът Джон Уотърс ѝ дава този прякор, след като прочита романа на Жьоне.
Погс имат песен, озаглавена Hell's Ditch, която съдържа препратки към романа.
Едноименният дебютен албум на Пласибо съдържа песен, наречена Lady Of The Flowers.
Смята се, че песента на Коко Роузи Beautiful Boyz е вдъхновена от романа.
Албумът на Sopor Aeternus & the Ensemble of Shadows Les Fleurs du Mal – Die Blumen des Bösen е силно вдъхновен от книгата.
Пийт Дохърти използва цитат от книгата в песента си Last Of The English Roses.
Дейвид Бауи е силно повлиян от този роман и го споменава в песента си The Jean Genie.

## В България
„Света Богородица на цветята“ е издаден в България за първи път през 1992 г. от изд. „Фама“, в превод на Валентин Маринов.